# Tramlijn 7 (Stockholm)
Tramlijn 7, ook wel Spårväg City genoemd, is een tramlijn in Stockholm. De lijn begint in het centrum van de stad op het plein Sergels torg, waar zich ook het centraal metrostation T-Centralen bevindt. De route voert vervolgens over de Djurgårdsbron (brug), langs Skansen en eindigt in het stadsdeel Djurgården.

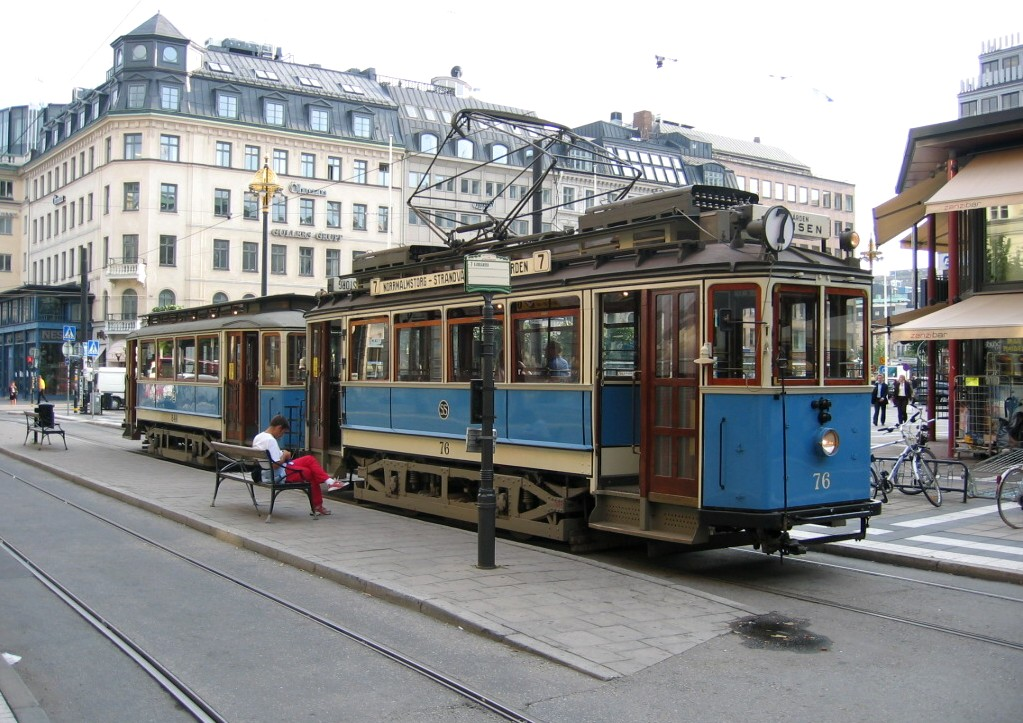
Motorwagen 76 (type A1) met bijwagen 846 (type B19) op het plein Norrmalmstorg op de Djurgårdslinjen (lijn 7N) in Stockholm; 14 augustus 2006.

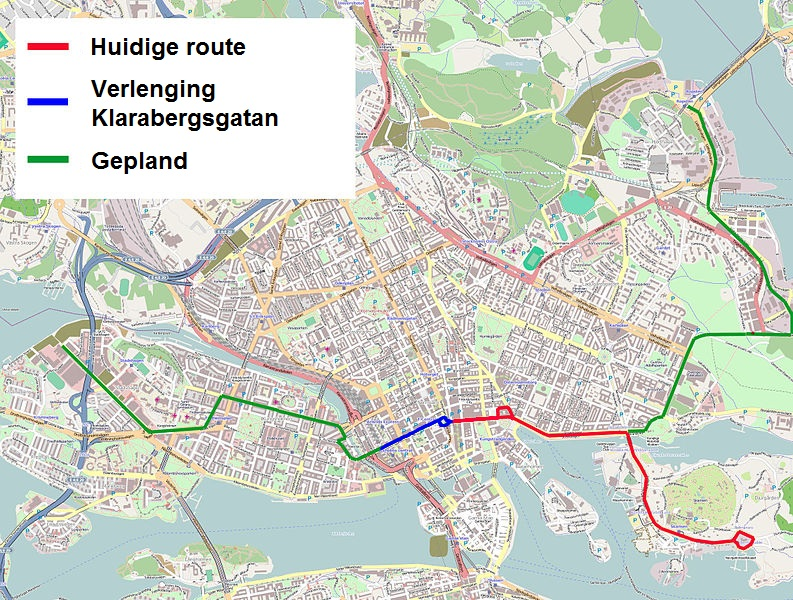
Overzichtskaart

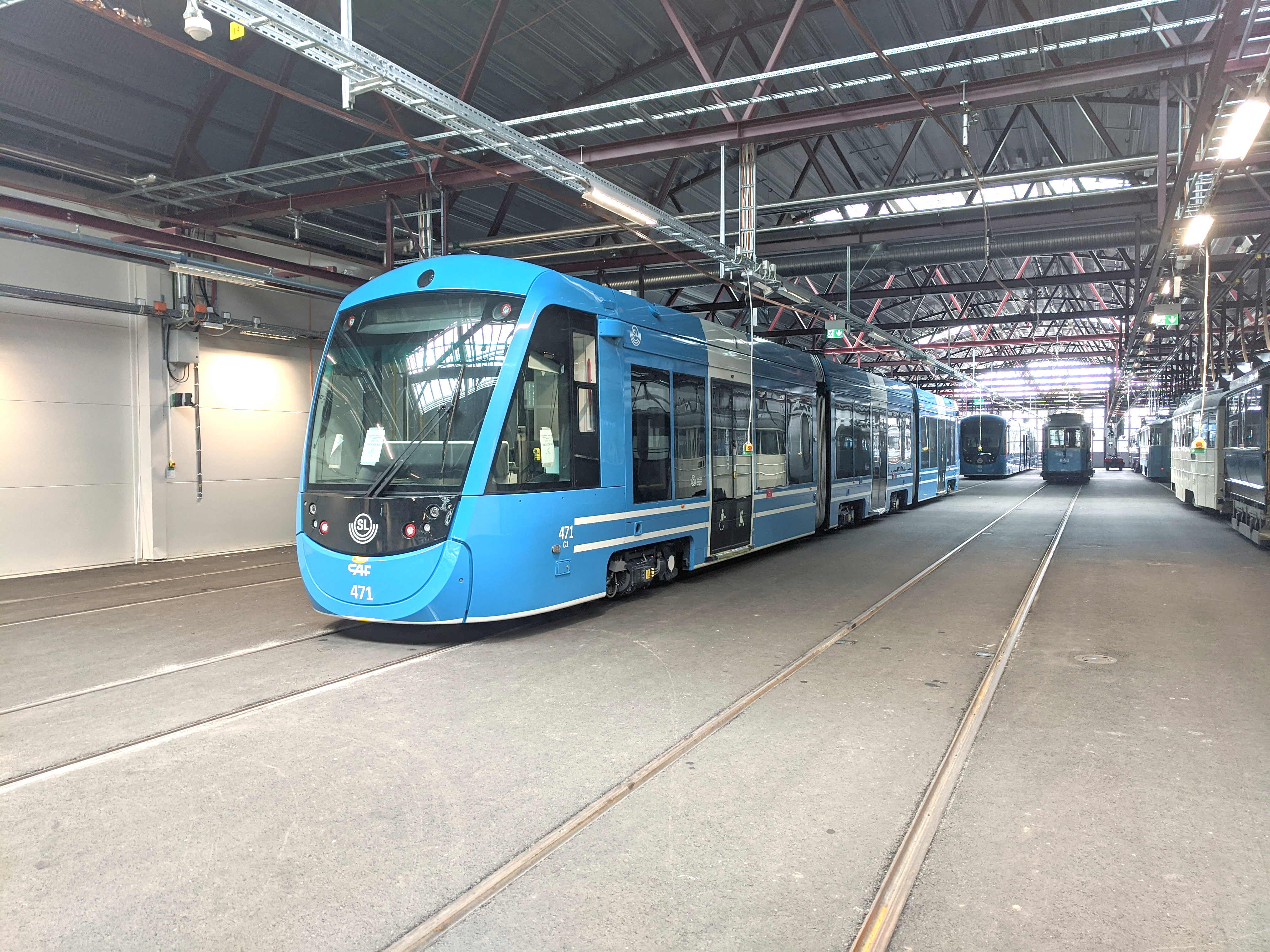
In 2020 afgeleverd CAF-trammaterieel dat de Flexity Classic op lijn 7 vervangt

De relatief korte lijn heeft een totale lengte van 3,6 kilometer en is uitgevoerd met normaalspoor (1435 millimeter). Op 21 augustus 2010 werd lijn 7 officieel geopend, drie dagen later reden ook de eerste reguliere trams.
Op het traject wordt sinds 1991 al met museumtrams gereden onder de naam 'Djurgårdslinjen' als tramlijn 7N. Deze lijn maakt gebruik van de keerlus bij Norrmalmstorg en de Skansenslingan. Daarnaast heeft lijn 7N een klein stukje een afwijkende route in de buurt van Gröna Lund, hier volgt de museumtram een spoor over de Falkenbergsgatan en Almänna gränd. Hier bevindt zich tevens het depot. Bij grote drukte wordt lijn 7E ingezet, deze maakt ook gebruik van de keerlus bij Norrmalmstorg en houdt verder richting Djurgården het tracé van de reguliere lijn 7 aan.

## Toekomst
Richting het westen wordt lijn 7 één halte verlengd om een betere aansluiting te creëren op het metrostation T-Centralen en Stockholm Centraal Station. Overstappende reizigers moeten nu respectievelijk nog 300 en 600 meter lopen tot Sergels torg. De verlening is gepland in 2018.
Richting het noordwesten krijgt lijn 7 in de toekomst een verlenging met aansluiting op tramlijn 21 (Lidingöbanan). Volgens de planning wordt in 2017 het eerste gedeelte tot Södra Värtahamnen opgeleverd, in 2018 het gedeelte tot Ropsten en in 2020 de daadwerkelijk aansluiting op lijn 21.